# Едвард Боє
Едвард Боє (пол. Edward Boyé; 1897 — 1943) — польський перекладач італійської, іспанської та португальської літератури, літературний критик. Також був поетом, що потрапив до списку авторів, чиї вірші укладачі антології польської поезії 1914-39 років розглядали, але не внесли до неї. 1921 року опублікував збірку віршів Sandał skrzydlaty. Був редактором щомісячника «Pro Arte et Studio».

## Переклади[5][4]

### Італійської літератури
- Джованні Бокаччо, Декамерон
- Нікколо Мак'явеллі
- П'єтро Аретіно, Життя куртизан, Про чоловічі дивацтва
- Марінетті
- Папіно

### Іспанської літератури
- Педро Кальдерон де ла Барка, Життя — це сон
- Мігель де Унамуно, Імла
- Мігель де Сервантес, Дон Кіхот, (1932, опубліковано під назвою «Дивний ідальго дон Кіхот з Манчі»)

### Португальської літератури
- Антоніо Ферро, Диктатор сучасної Португалії — Салазар